# El Cerro (Castille-et-León)
El Cerro est une commune de la province de Salamanque dans la communauté autonome de Castille-et-León en Espagne.